# Клевень (Курська область)
Клевень (рос. Клевень) — село в Хомутовському районі Курської області Російської Федерації.
Населення становить 94 особи. Входить до складу муніципального утворення Калиновська сільрада.

## Історія
Населений пункт розташований на території українського етнічного та культурного краю Східна Слобожанщина.
Від 2004 року входить до складу муніципального утворення Калиновська сільрада.

## Населення
| 2002 | 2010 |
| ---- | ---- |
| 207  | ↘94  |